# Imad Hakki
Imad Hakki (ur. 1 stycznia 1957) – syryjski szachista, mistrz międzynarodowy od 1987 roku.

## Kariera szachowa
Od końca lat 70. XX wieku należy do ścisłej czołówki syryjskich szachistów. Pomiędzy 1978 a 2008 r. dziewięciokrotnie (w tym 3 razy na I szachownicy) reprezentował narodowe barwy na szachowych olimpiadach. W 1986 r. zdobył brązowy medal za indywidualny wynik na IV szachownicy podczas drużynowych mistrzostw Azji, natomiast w 2007 r. zdobył dwa medale drużynowych mistrzostw panarabskich (srebrny wspólnie z drużyną oraz złoty za indywidualny wynik na III szachownicy).
W 1997 r. zwyciężył w rozegranym w Teheranie turnieju strefowym (eliminacji mistrzostw świata). W 1999 r. zdobył w Adenie tytuł indywidualnego mistrza krajów arabskich, natomiast w 2000 r. zdobył w Bejrucie tytuł wicemistrzowski. Dzięki tym wynikom dwukrotnie uczestniczył rozgrywanych systemem pucharowym turniejach o mistrzostwo świata: w 1999 r. nie pojawił się na starcie mistrzostw w Las Vegas i oddał walkowerem mecz przeciwko Hichamowi Hamdouchiemu, natomiast w 2000 r. w Nowym Delhi w I rundzie przegrał z Ututem Adianto. W 2001 r. zwyciężył w rozegranym w Damaszku finale indywidualnych mistrzostw Syrii. W latach 2001 i 2002 w kolejnych mistrzostwach państw arabskich dwukrotnie zdobył medale brązowe. W 2002 r. zajął I miejsce w otwartym turnieju w Latakii, w 2004 r. zajął IV miejsce (za Ehsanem Ghaemem Maghamim, Mohamadem Al-Modiahkim i Mohamadem Al-Sayedem) w turnieju strefowym rozegranym w Bejrucie oraz podzielił II  miejsce w Isfahanie (turniej Fajr Open, za Tigranem L. Petrosjem, wspólnie z Faridem Abbasowem), natomiast w 2006 i 2007 r. dwukrotnie zwyciężył w kołowych turniejach w Ammanie. W 2009 r. zdobył w Aleppo tytuł mistrza Syrii.
Najwyższy ranking w karierze osiągnął 1 kwietnia 2005 r., z wynikiem 2471 punktów zajmował wówczas 1. miejsce wśród syryjskich szachistów.